# 食用蕈

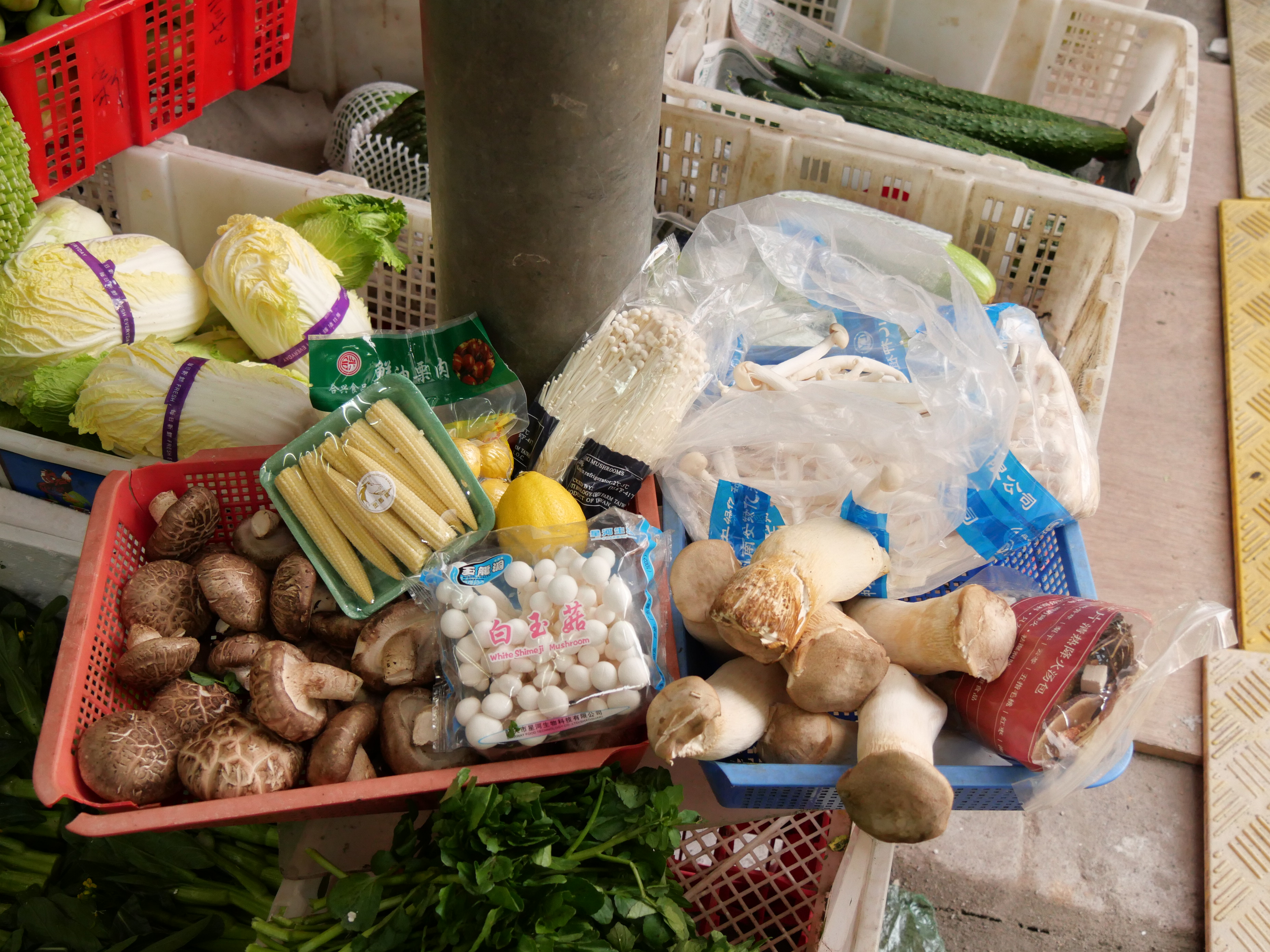
食用菌

食用蕈，或稱食用菌或食用菇、食菇，是可以食用的大型真菌子實體（不包括酵母菌、青黴菌等微生物）。決定真菌是否可以食用的因素包括毒性、味道、硬度、和氣味。有些有毒的蕈類（如見手青）經過特定的處理（例如煮熟）後也可以食用。人類食用各種食用蕈的主要原因包括當作食物以及當作藥物（特別是在民俗療法中）。有些有致幻效果的蕈類，例如迷幻蘑菇，被用作娛樂和宗教用途食用，但食用這些菇通常會造成不適，所以一般不被視為可食用蕈。食用蕈包括許多野外採集和人工種植的物種，可能生長在木頭上、寄生在其他生物上、地表、或地底下。容易種植或採集的物種常能在市場上購得，而較不易取得的，如松露和松茸等，則只能小規模採收，且價格通常較高。

## 歷史和文化
| 中国   | 7634959  | 73.5 |
| 意大利 | 600114   | 5.78 |
| 美国   | 432100   | 4.16 |
| 荷兰   | 310000   | 2.98 |
| 波兰   | 254224   | 2.44 |
| 西班牙 | 149854   | 1.44 |
| 法国   | 108540   | 1.04 |
| 加拿大 | 102526   | 0.98 |
| 英国   | 94857    | 0.81 |
| 全世界 | 10378164 | 100  |

真菌在演化上其實與動物親緣關係較相近，而與植物較為疏遠，故相對做為食材，有豐富而獨特的味道，而人類食用蕈菇的歷史悠久。距今13000年的智利考古遺址即有發現食用蕈，更確切的證據在西元前數百年的中國。中國人同時用蕈類當作食物（香菇、木耳）和藥物（冬蟲夏草、灵芝）。古羅馬和古希臘人也會食用蕈類，特別是上層階級；羅馬皇帝的食物會有專人先試吃確保安全。因為蕈菇很容易乾燥保存，因此在許多地方是冬季的重要存糧。
相較於歐陸，英國文化特別排斥採野菇作為食物，並將此文化傳到北美、紐澳等殖民地。
許多傳統文化都會用迷幻蘑菇作為宗教和醫療用途。

## 食用

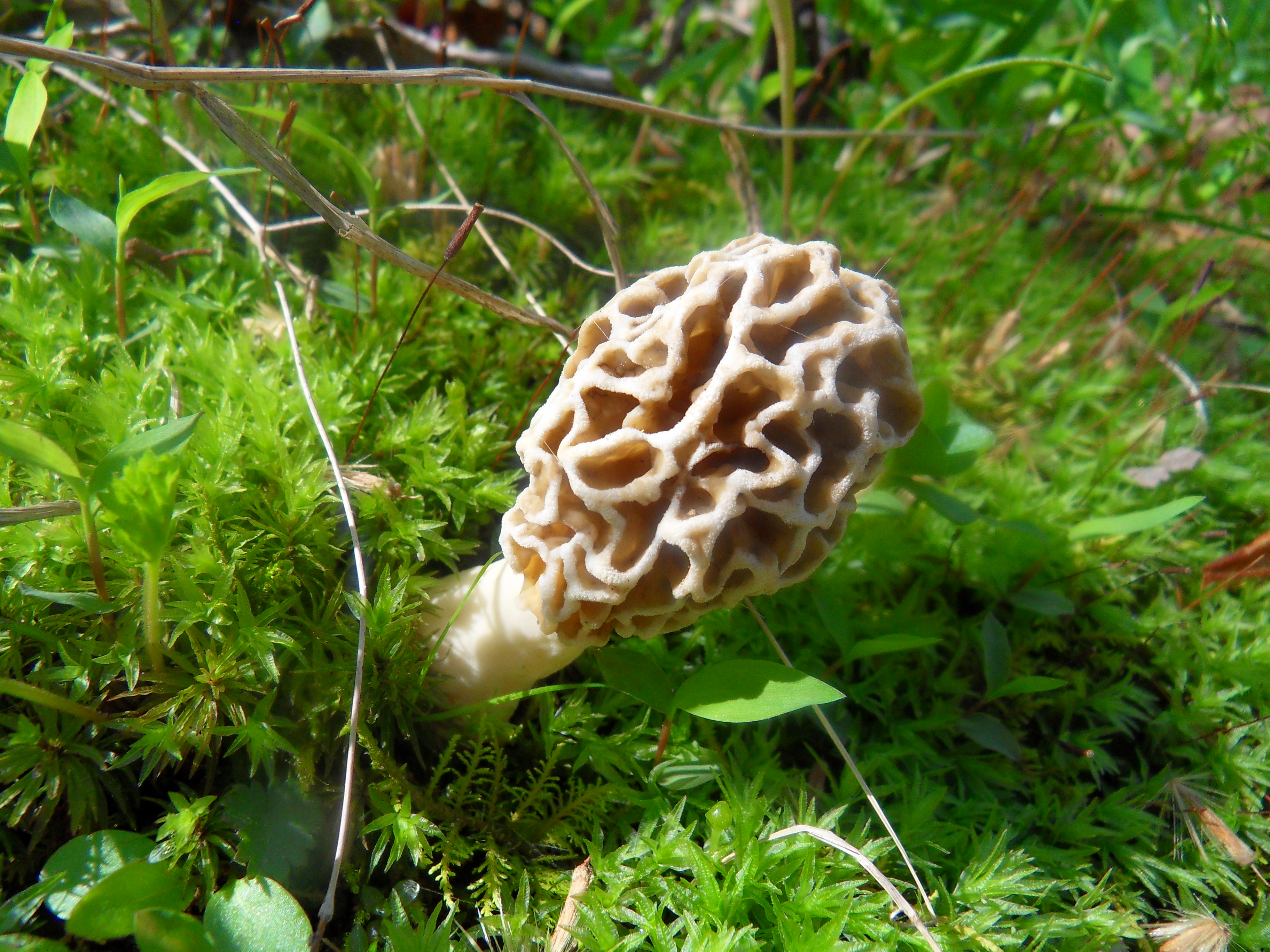
羊肚菌

人類食用的蕈類中，只有一小部份有商業種植及銷售。商業化的種植對生態保育相當重要；有商業銷售但仍不易人工種植的物種很容易面臨滅絕的危機，如雞油菇在歐洲的情況。商業種植的食用蕈中較常見的有香菇、草菇、洋菇、金針菇、杏鮑菇、木耳等等。

### 營養價值
雖然說菇類不需要陽光就可以生長，但經照射陽光的洋菇會大幅提高其維生素D含量。這是因為洋菇在照射紫外線時，能將麥角固醇轉換為維生素D2，這和人類照射紫外光時合成維生素D3的過程類似。在採收前照一小時的紫外光能讓洋菇的維生素D含量達到一日建議攝取量的2倍，採收後照5分鐘則能達到4倍。

### 處理方式

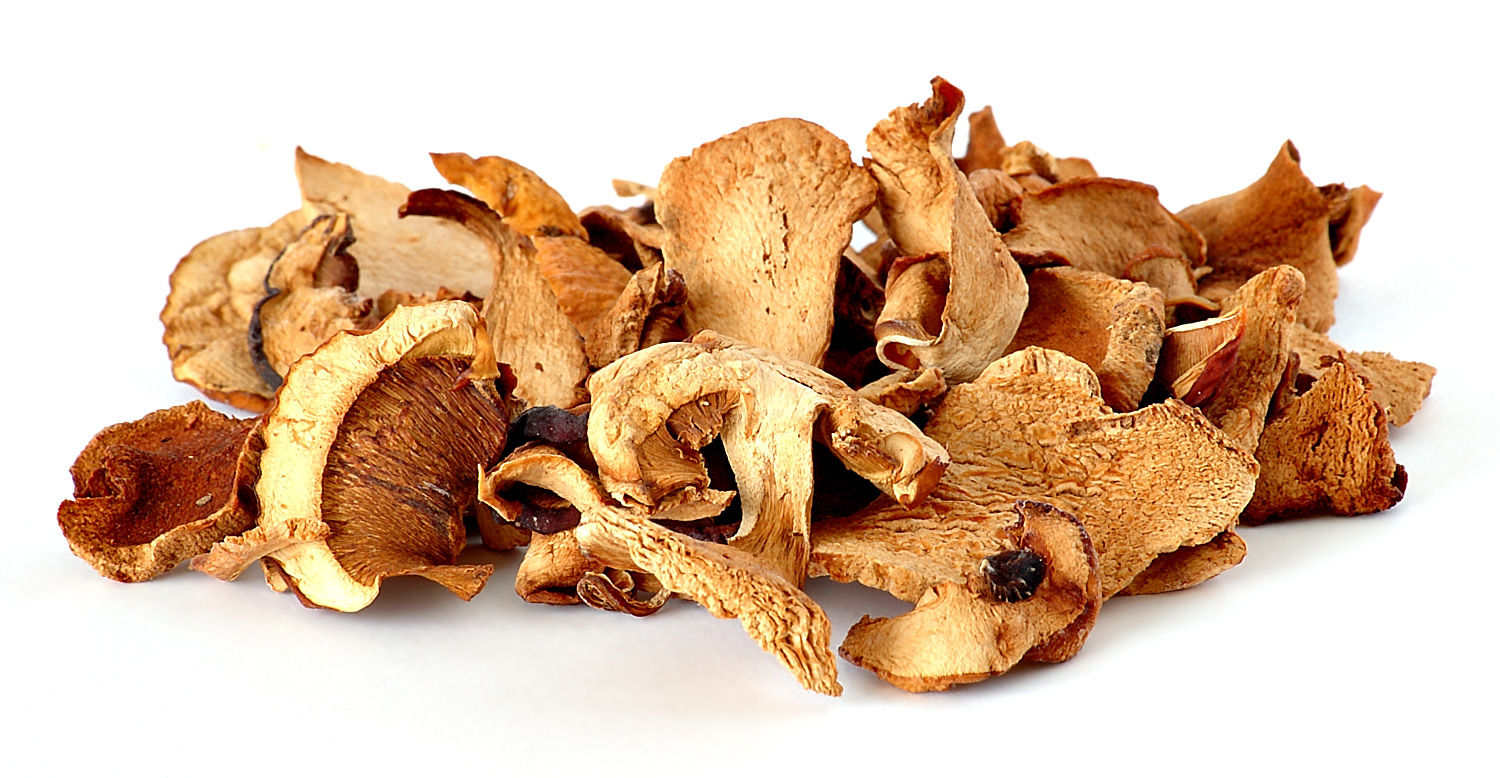
乾燥的食用蕈

有些種類的蕈菇生食有毒或無法消化，但可以在煮熟後食用。一般野外採集的菇都建議煮熟後再食用，除了去除蕈菇本身可能帶有的毒素之外，也避免細菌或寄生蟲汙染。
很多食用蕈都可以乾燥保存，在使用時先泡水或直接水煮即可復原。用來泡蕈菇的水也可以用來入菜，但底下如果有土沙的部份要倒掉。
蕈菇的料理方式可以煮、炒、烤、炸、燙、醃漬等等，也以做成湯、醬汁、沙拉。

## 藥用
在民俗療法中，有些蕈類被認為具有藥用效果，最主要的例子是在亞洲地區，特別是中醫體系。許多蕈類仍未接受現代西方醫學的驗證，因此在其他地區（如美國）一般不能作為藥物出售。
有些中醫常用的藥用蕈類正逐步接受現代醫學的研究，大多仍在細胞株、動物實驗和初階人體實驗的階段。目前的研究已顯示有些蕈類粹取物具有抗菌、消炎、抗病毒、止痛、抗癌、心血管及降血糖等效果。其中一些如多醣體K（polysaccharide K）、多醣肽（polysaccharide peptide）、香菇多糖等已經在一些亞洲國家投入醫療使用。

## 鉴别
如果誤食可能造成嚴重的症狀，包括死亡，因此，在食用任何蕈類之前，必須先辨認之，只有正確地辨認出蕈菇的種類後才能確保安全。有些分類的真菌，例如鵝膏菌屬，同時包含有劇毒的（如毒鵝膏）和可食用的（如橙蓋鵝膏菌）物種，而且外觀非常類似，因此務需謹慎。有些一般情況下可食用的蕈類仍可能造成危險，原因包括在少數人身上會造成過敏、儲存不當會造成食物中毒、生長在汙染嚴重的地方而累積了毒素或是搭配特定食物一起吃而導致中毒。

## 害虫
食用菌主要的害虫种类包括昆虫纲的双翅目、鳞翅目、鞘翅目以及蛛形纲的蜱螨亚纲。随着蘑菇栽培的发展，弹尾纲的长角目、愈腹目和短角目也被发现为害食用菌。

## 食用蕈圖集

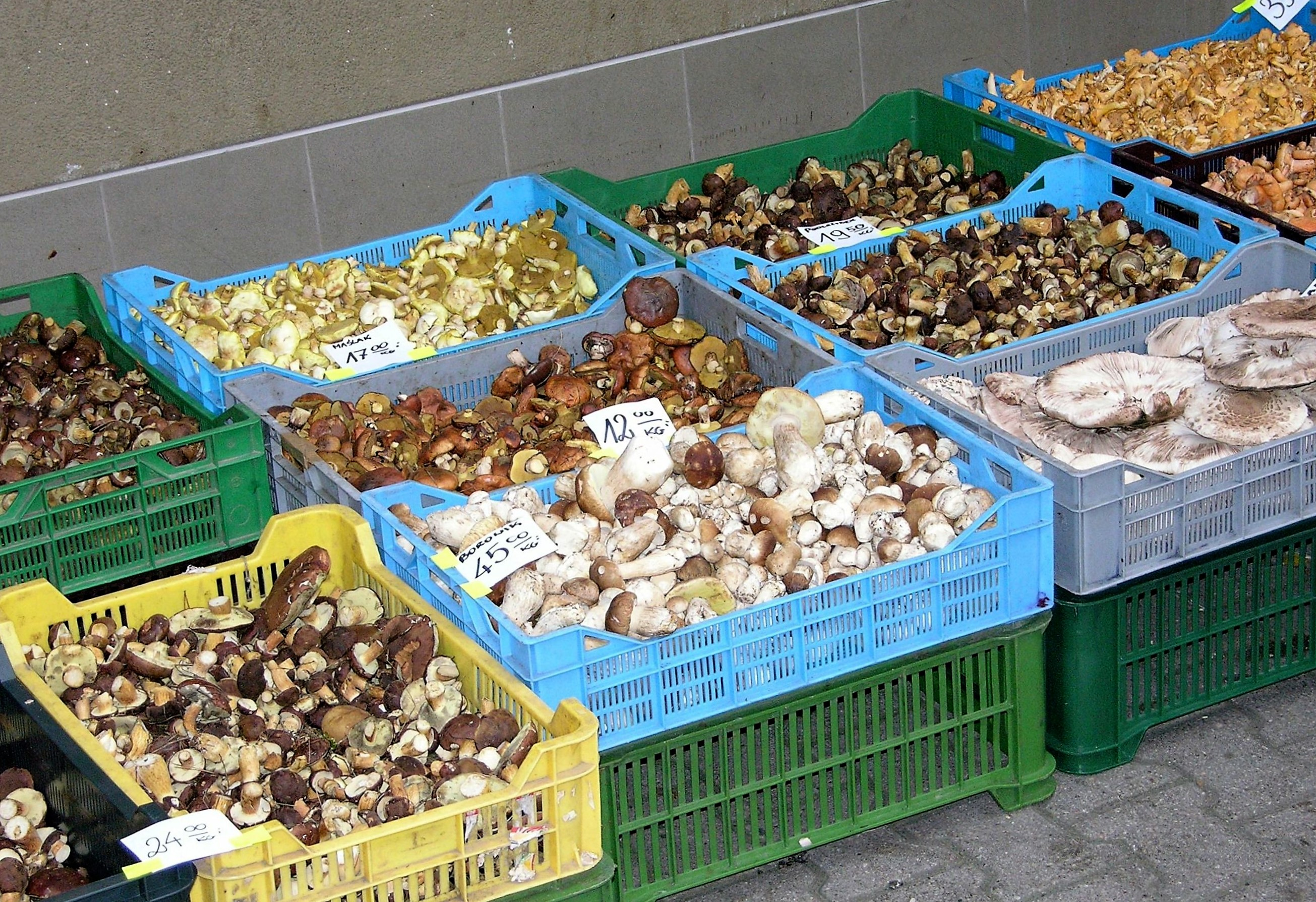
在華沙販賣的可食用蕈。
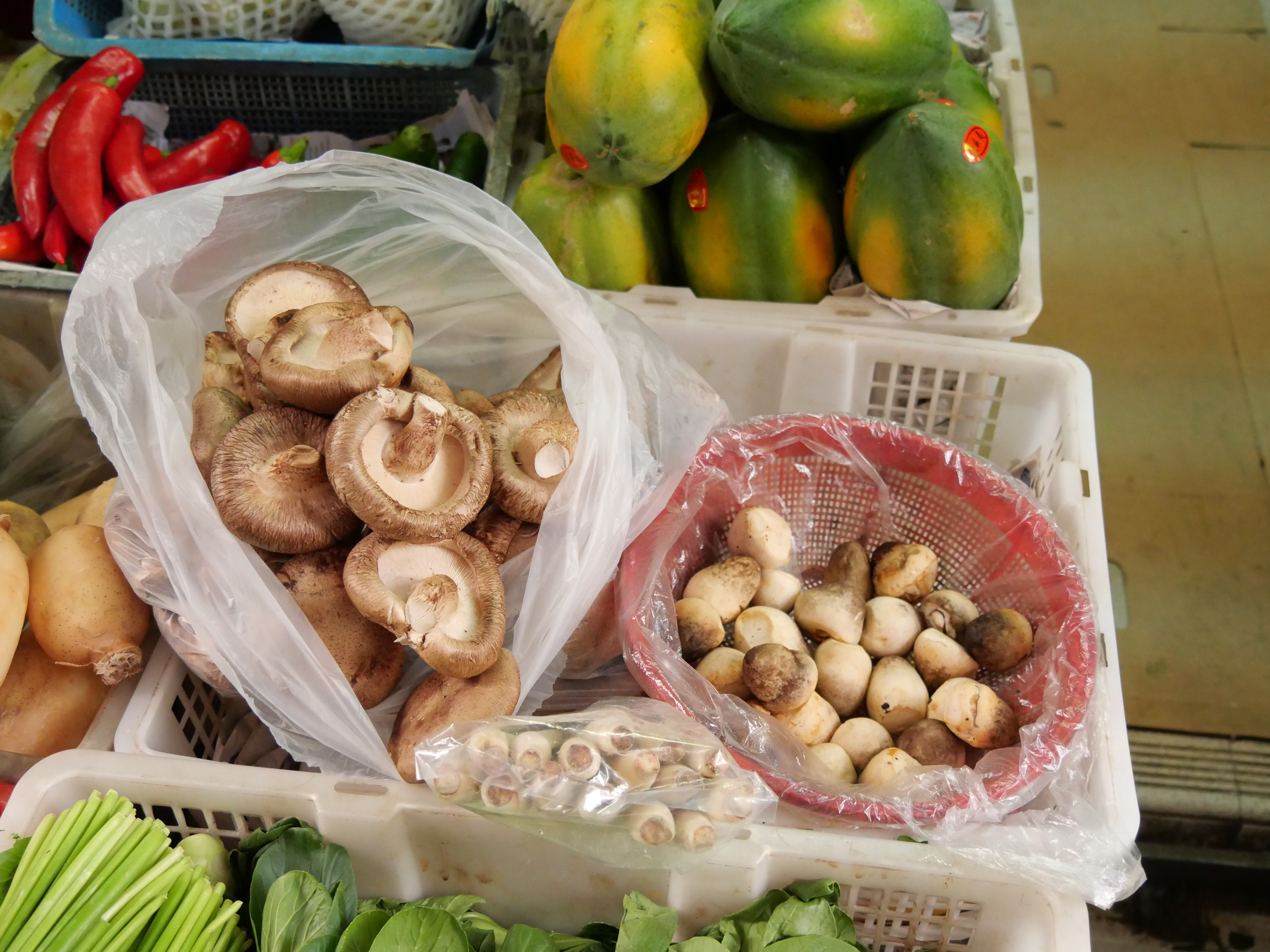
坪洲菜店的冬菇和草菇
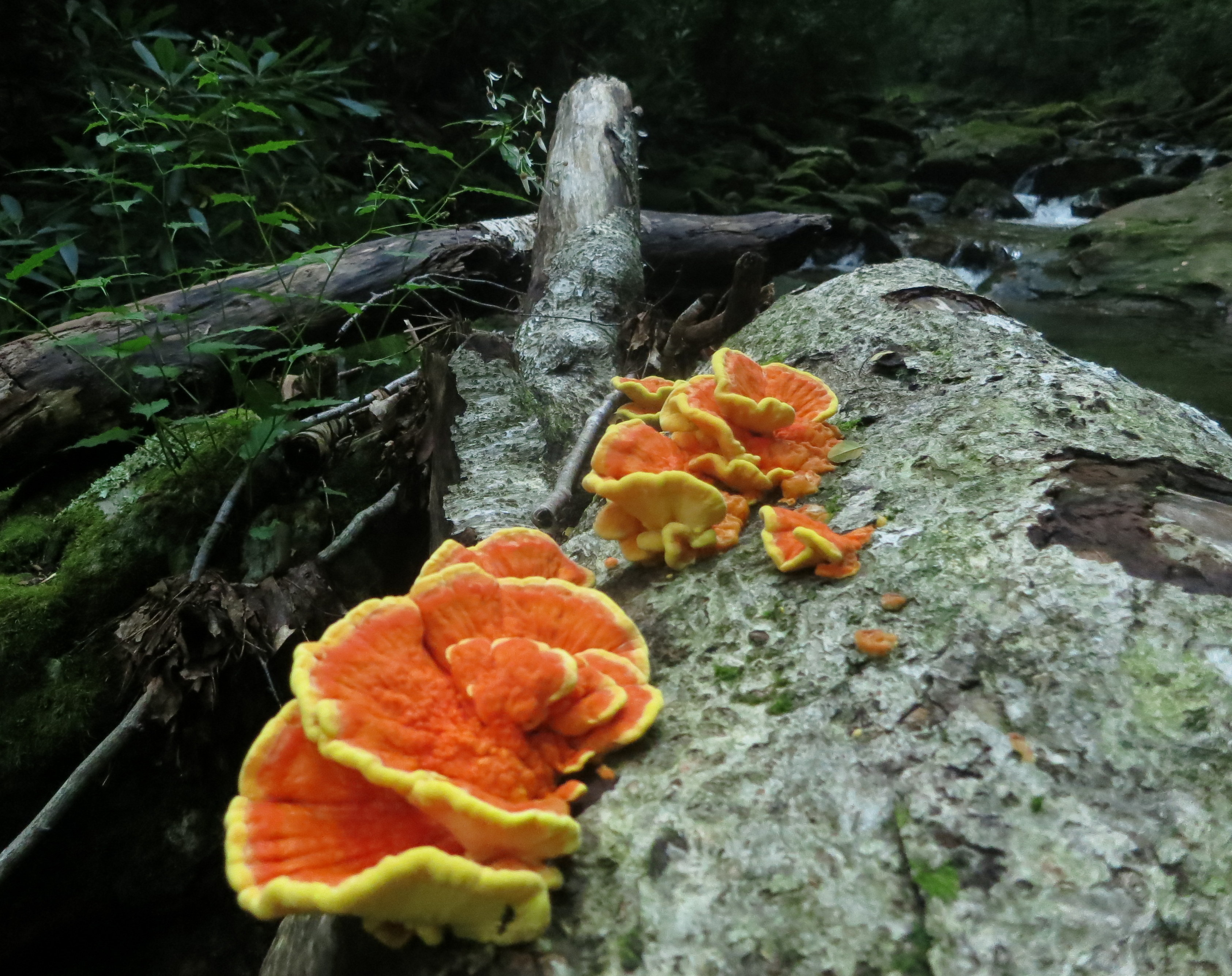
硫色絢孔菌，英文又稱森林裡的雞，煮熟後方可食用
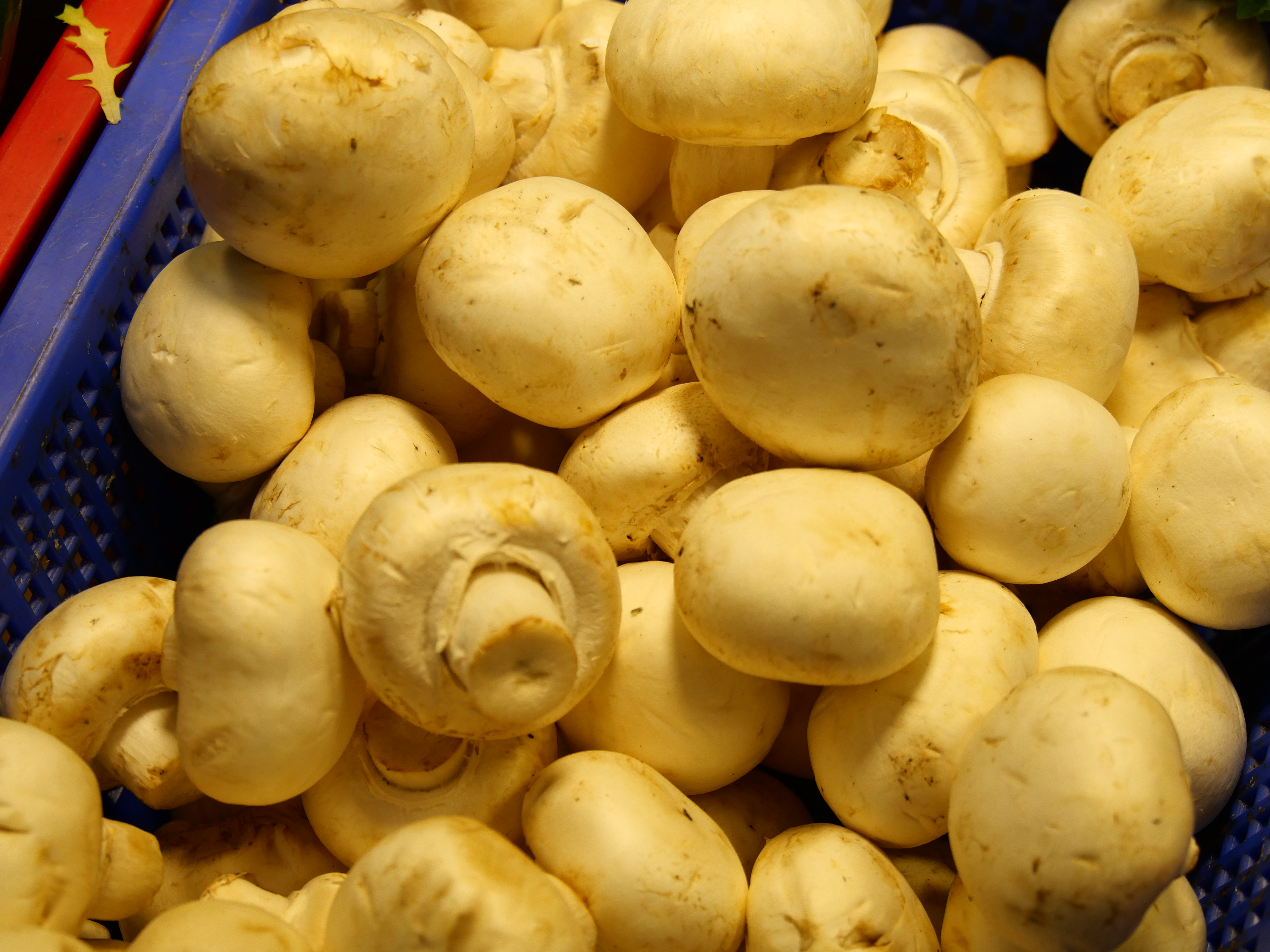
洋菇是眾多人工栽培的可食用蕈之一。
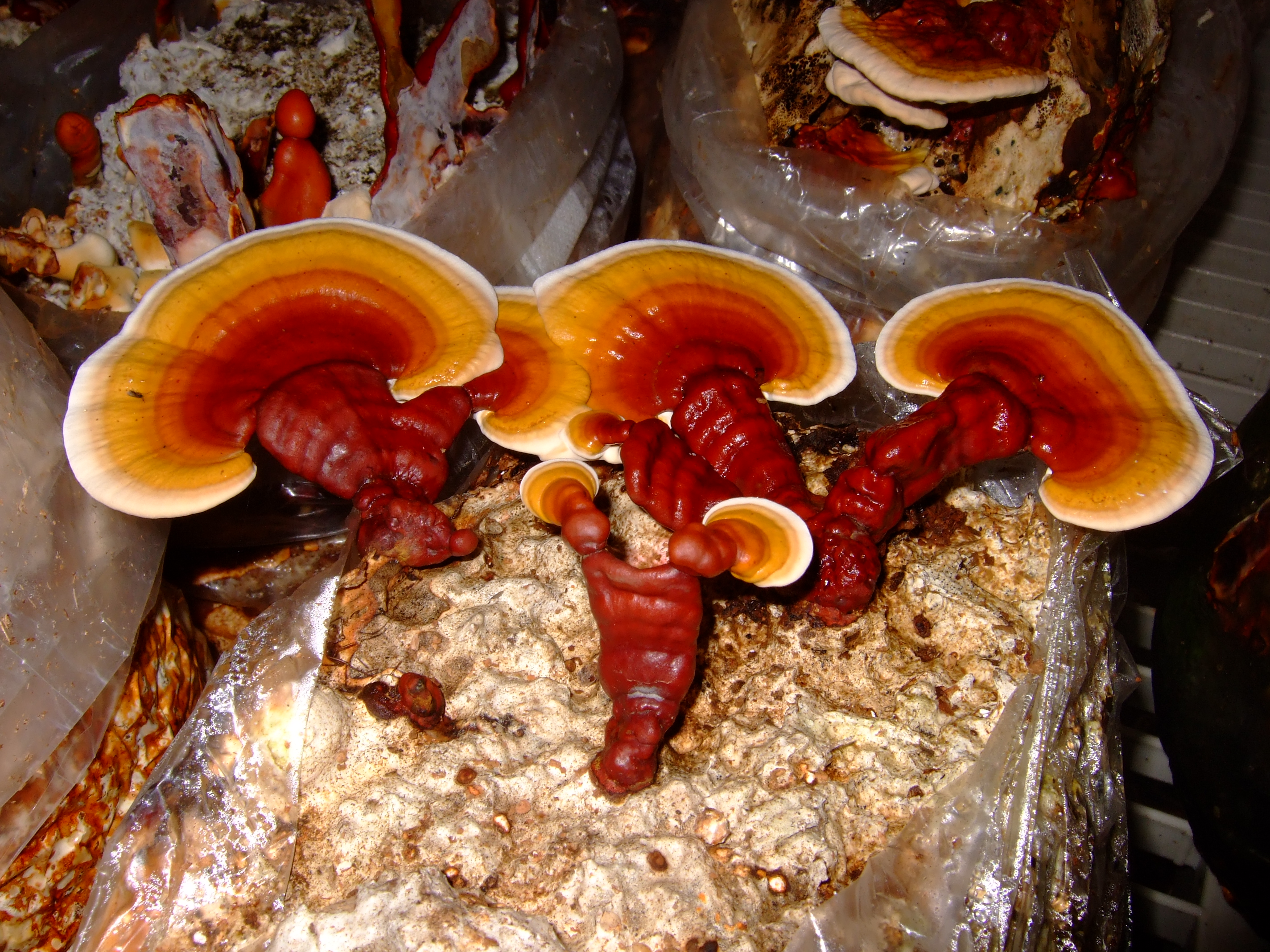
靈芝是中醫會使用的蕈類之一。
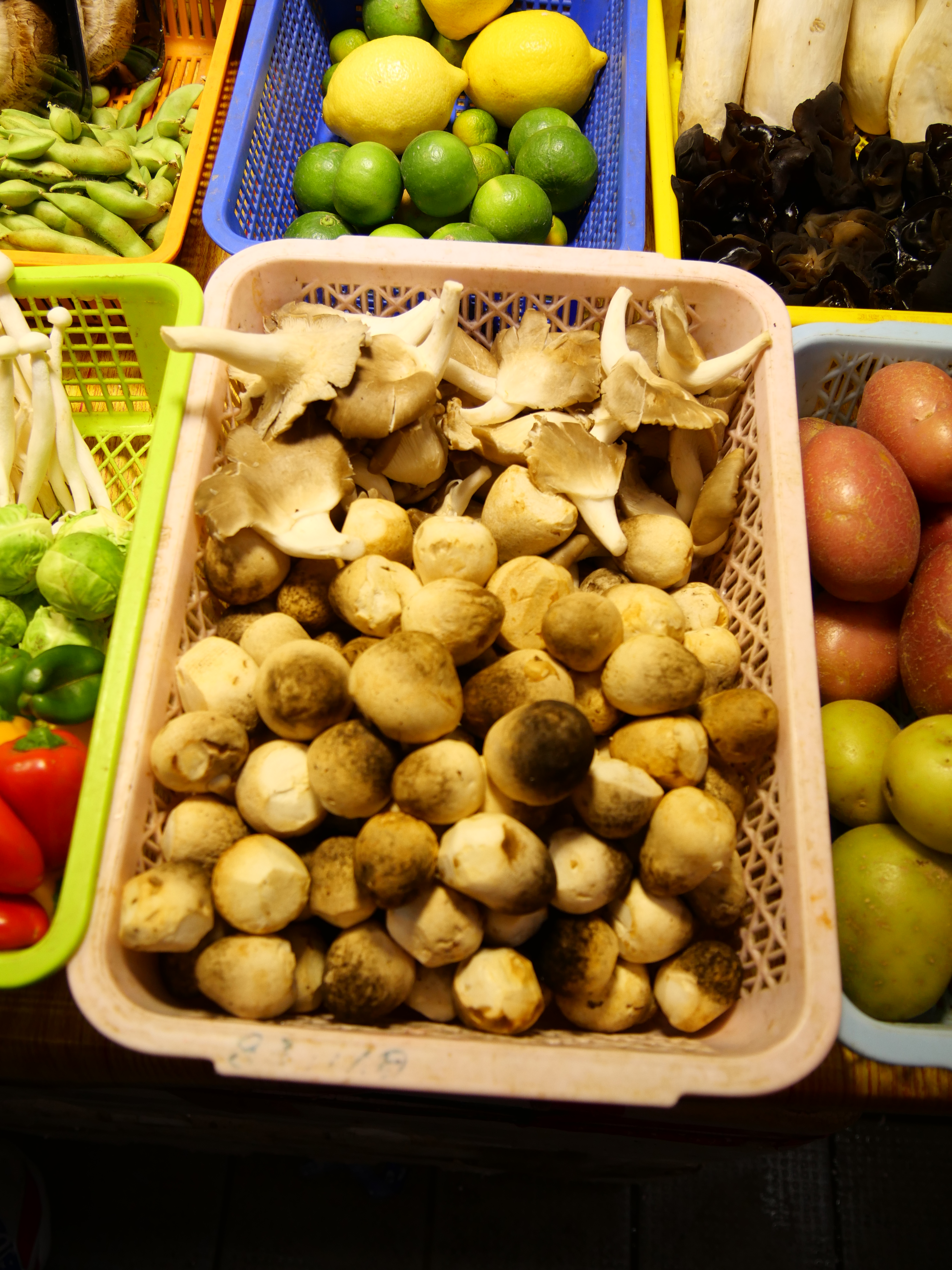
平菇和草菇
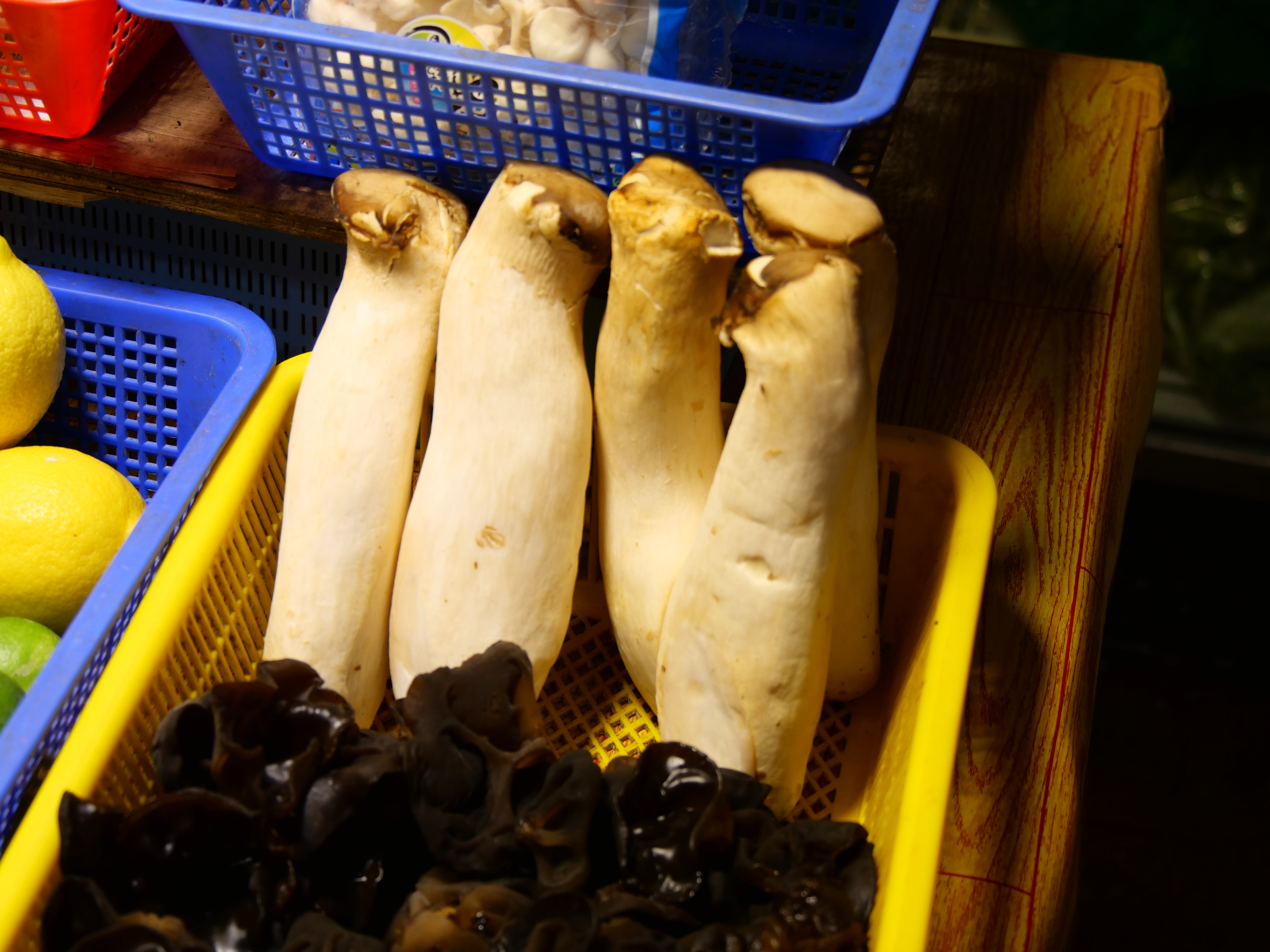
杏鮑菇
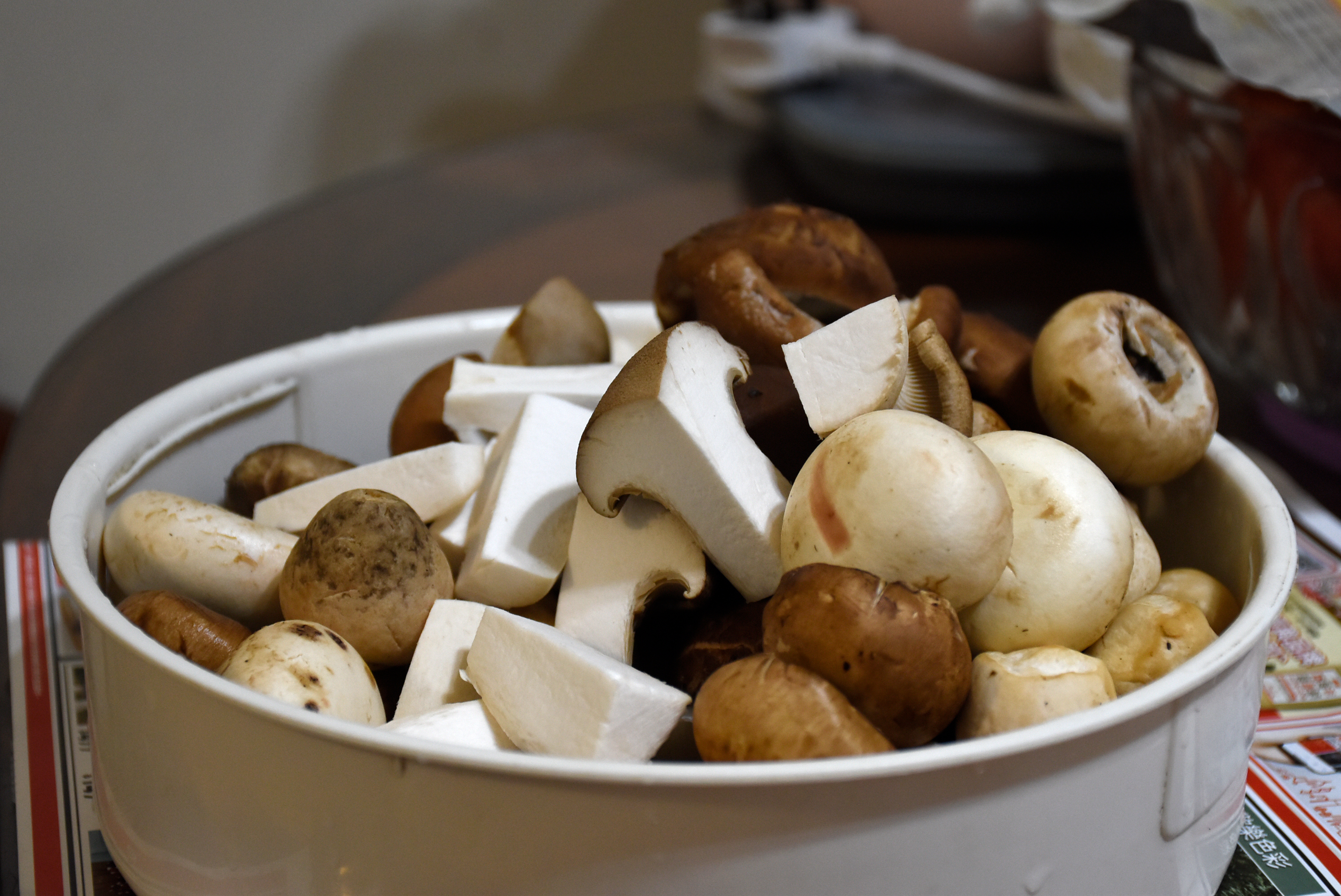
一盤食用菇

## 延伸閱讀
- 蘆笛：〈明代经济食用菌在自然与社会间的周转及其意义 （页面存档备份，存于）〉。